# Russell Hoult
Pour les articles homonymes, voir Hoult.
Russell Hoult, né le 22 novembre 1972 à Ashby-de-la-Zouch, est un footballeur anglais. Il occupe le poste de gardien de but à Notts County, club de quatrième division anglaise.

## Carrière
Russell Hoult commence sa carrière à Leicester City, où il est généralement remplaçant ou en équipe réserve. Pendant quatre années, il est prêté successivement à Lincoln City (par deux fois), Blackpool et Bolton. Mise à part à Lincoln City, Hoult reste sur le banc.
À l'été 1995, il signe avec Derby County, la transaction étant évaluée à 200 000 livres sterling. Il aide le club à être promu en première division dès sa première saison, puis le maintient en Premier League jusqu'en 2000, date de son départ pour Portsmouth. Il y reste une saison, avant de rejoindre West Bromwich Albion. Là aussi, il termine second de deuxième division. Pendant six ans, il accumule les matches, et est même suivi par Sven-Göran Eriksson, sélectionneur de l'équipe nationale, pour remplacer David Seaman en 2002.
Après un passage infructueux à Stoke City, il signe à Notts County en 2008.

## Palmarès
- Vice-champion d'Angleterre de deuxième division : 1996, 2002, 2008